# Djurgårdshofs IK
Djurgårdshof IK är en handbollsklubb från Östermalm, Stockholm.
Djurgårdshof IK bildades 1913 som en utbrytning från Djurgårdens IF. Klubben är för tillfället helt inriktad mot handboll och har efter några lugna år åter tagit fart med en spirande barn- och ungdomsverksamhet. Klubben har sitt upptagningsområde på Östermalm-Gärdet-Hjorthagen-Norra djurgårdsstaden.  